# Conizonia aresteni
Conizonia aresteni är en skalbaggsart som beskrevs av Maurice Pic 1951. Conizonia aresteni ingår i släktet Conizonia och familjen långhorningar. Inga underarter finns listade i Catalogue of Life.